# Kevin Magnussen
Kevin Magnussen (Roskilde, Dinamarca, 5 d'octubre de 1992) és un pilot de Fórmula 1. La temporada 2014 debuta a la competició com membre de l'equip McLaren. És fill de Jan Magnussen, pilot de Fórmula 1 de 1995 a 1998.

## Biografia
Kevin Magnussen va néixer a Roskilde, una ciutat de l'illa de Sjaelland, Dinamarca l'octubre de 1995. Després d'haver competit exitosament en els karts, Magnussen fa el salt als monoplaces, el 2008. El mateix any va guanyar la Fórmula Ford danesa, amb 11 victòries, 6 pole positions i 10 voltes ràpides. El següent any es va passar a la Fórmula Renault 2.0, i acabà segon a la Copa Nord-europea.
El 2010 es va graduar a la Fórmula 3 alemanya, i va començar el prestigiós programa de joves pilots de McLaren. El 2011 va romandre a la Fórmula 3 i va moure cap a les sèries britàniques; on va acabar segon després de set victòries, sis pole positions i vuit voltes ràpides. El següent any va continuar en la Fórmula 3 britànica.
El 2013 va debutar en la Fórmula Renault 3.5, amb cinc victòries, 13 podis i vuit pole positions. Un cop captada l'atracció de McLaren, i després de la seva exhibició al test de joves pilots de Silverstone, la cúpula de l'escuderia va decidir que l'any que ve correria a la Fórmula 1, al costat del seu company Jenson Button. El 2014 va debutar amb McLaren al Gran Premi d'Austràlia on va obtenir la tercera posició, i va córrer amb aquesta escuderia fins que va fitxar per Renault en la temporada 2017 i la temporada següent per Haas, on estarà fins que acabi la temporada 2020.
Després de l'inici del conflicte bèl·lic entre Rússia i Ucraïna i de la rescissió del contracte del patrocinador rus de l'escuderia Haas, va comportar treure del seu seient a Nikita Mazepin. L'expilot d'aquesta escuderia Kevin Magnussen ocupà el seu lloc.